# Аракелов, Арам Согомонович
Арам Согомонович Аракелов (село Давалу Эриванской губернии, Российская империя — 24 ноября 1918, Тифлис, Грузинская Демократическая Республика) — подполковник Российской империи; командир Армянского национального полка в 1918.

## Биография
Окончил Эриваньскую гимназию (7 кл.), военное образование получил в Тифлисском юнкерском училище. Служил в рядах русской армии в пограничной страже. Упоминался в 1898 году в чине поручика Эриванского отряда Эриванской пограничной бригады.
В 1899 году — в звании поручика Джульфинского отряда Эриванской бригады 6-го отдельного корпуса пограничной стражи.
В 1901—1903 годах в чине штабс-ротмистра командовал Джульфинским отрядом.
Был начальником пограничного поста в г. Джульфа до 1906, затем был переведен в Батуми в 25-ю Черноморскую пограничную бригаду.
В 1908—1915 годах в звании ротмистра являлся штабным офицером для поручений при командующем 25-й Черноморской пограничной бригады 6-го отдельного пограничного округа в городе Батуми.
Во время первой мировой войны командовал батальоном пятого пограничного полка на турецком фронте в звании подполковника.
В 1918 году был сформирован Армянский национальный полк. Полковник Аракелов был назначен командиром полка. На полк была возложена задача приостановить наступление турок через пограничный г. Ахалкалаки. Однако малочисленным, наскоро сформированным национальным солдатам даже после ряда успешных сражений многочисленную регулярную турецкую армию приостановить не удалось. Под прикрытием Армянского полка удалось эвакуировать население Ахалкалаки.
После эвакуации полковник Аракелов заболел вирусным гриппом (испанкой), скончался в Тифлисе 24 ноября 1918 г., был похоронен на Верийском кладбище.

## Разное
- Аракелов Арам Согомонович, он же Арам бек Аракелов, внук Минаса султана, сын Согомон-бека (Кялашбек), племянник генерала Рото-бека Аракелова. Последний похоронен в селе Давалу, откуда с 1795 г. и берёт начало род Аракеловых, также связанный своими корнями с Карабахом и городом Маку в Иране (часть данных взята из книги «Арарат» А. Xачатряна, проживающего в селе Давалу (Арарат)).
- Статья доработана на основе материалов, составленных сыном полковника Аракелова — Георгием Арамовичем Аракеловым (1908—1999). Эти материалы были присланы в редакцию энциклопедии фонда «Хайазг» Еленой Аракеловой.